# آن ماثر
آن ماثر (بالإنجليزية: Ann Mather) هي سيدة أعمال أمريكية، ولدت في 10 أبريل 1960 في باريس في فرنسا.

## وصلات خارجية
- آن ماثر على موقع إن إن دي بي (الإنجليزية)